# Progressive Sozialistische Partei
Die Progressive Sozialistische Partei oder Sozialistische Fortschrittspartei (arabisch الحزب التقدمي الاشتراكي, DMG al-Ḥizb at-taqaddumī al-ištirākī ‚Progressiv-Sozialistische Partei‘, französisch Parti socialiste progressiste, Kürzel PSP) wurde 1949 von Kamal Dschumblat gegründet und ist von Drusen dominiert.
Die Partei ist das zweite libanesische Vollmitglied der Sozialistischen Internationale (neben der bereits seit 1908 bestehenden Armenischen Revolutionären Föderation – Taschnak).
Die PSP strebt laut ihrem Programm einen Weg zum Sozialismus im Rahmen der verfassungsmäßigen Ordnung der libanesischen Republik an. Tatsächlich gilt sie aber als Interessenvertretung der Drusen und der Dschumblat-Familie, die unter den Drusen des Libanon-Gebirges immer noch eine feudalähnliche Position hat und einem Firmenimperium vorsteht.

## Geschichte
Die PSP wurde 1949 als überkonfessionelle, säkulare Partei gegründet, die die Grenzen zwischen Volks- und Religionsgruppen überwinden wollte. Ihre Gründer waren überwiegend gebildete Mittelschichtsangehörige verschiedener Konfessionen. Ihr langjähriger Vorsitzender Kamal Dschumblat hingegen war das Oberhaupt eines der reichsten drusischen Familienclans mit feudaler Abstammung. Er führte die Partei bis zu seiner Ermordung im Jahr 1977. Drusen waren in der Partei überproportional vertreten – viele der Anhänger kamen aus den Familien, die traditionell die feudalen Untertanen der Dschumblats gewesen waren – die Mehrheit der Mitglieder waren aber zunächst Christen.
Das Programm der PSP beinhaltete die Aufteilung feudalen Grundbesitzes (Kamal Dschumblat gab freiwillig einen Teil seiner Ländereien ab, blieb aber einer der reichsten Grundbesitzer des Libanon); einen Sozialstaat mit Kranken-, Arbeitslosen- und Unfallversicherung; kostenlose und verpflichtende Schulbildung; Frauenwahlrecht und garantierte Grundrechte. Den „Nationalen Pakt“ von 1943, ein informelles Abkommen über die Aufteilung der Macht zwischen den Konfessionen, wollte sie überwinden – konfessionelle Zugehörigkeit sollte nicht mehr die Grundlage für politische Repräsentation sein. Zudem forderte sie die Verstaatlichung von monopolistischen Unternehmen, die unter der französischen Kolonialherrschaft lizenziert worden waren (Electricité de Beyrouth, Compagnie du Port, Eisenbahn Damas–Hama et Prolongements). Letzteres führte zu Vergleichen Dschumblats mit dem iranischen Ministerpräsidenten Mohammad Mossadegh und zu großem Misstrauen der US-Führung. Der außenpolitische Berater der Partei, Clovis Maksoud, war daher bestrebt zu betonen, dass die PSP demokratisch und anti-kommunistisch sei und sich auch gegen eine „imperialistische Verschwörung“ der Sowjetunion richte.

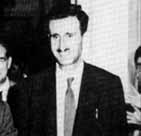
Kamal Dschumblat (1957)

In den 1950er- und 1960er-Jahren war Dschumblat der Führer der politischen Linken im Libanon und stand in engen Beziehungen mit zahlreichen linken Anführern von Befreiungsbewegungen in der Dritten Welt. Er bekämpfte den pro-amerikanischen Kurs des von 1952 bis 1958 regierenden Präsidenten Camille Chamoun und seines Außenministers Charles Malik. Während der Libanonkrise 1958 stellte sich die PSP, gemeinsam mit der Kommunistischen Partei und der nasseristischen Murabitun-Miliz, unterstützt von der Mehrheit der libanesischen Muslime sowie der Vereinigten Arabischen Republik, gegen die pro-amerikanische Regierung des christlichen Präsidenten Camille Chamoun. Nachdem amerikanische Truppen den Aufstand niedergeschlagen hatten, infolge der Amtsübernahme des neuen Präsidenten Fuad Schihab aber wieder abzogen, widerstrebte Dschumblat den Versuchen der Regierung, die verschiedenen im Lande aktiven Milizen zu entwaffnen und das Gewaltmonopol des Staates zu festigen. Darin war er sich mit dem Führer der rechten christlichen Kata’ib-Partei, Pierre Gemayel, einig.
Dschumblat hing dem Panarabismus des ägyptischen Präsidenten Gamal Abdel Nasser an und verbündete sich mit der Bewegung der Blockfreien Staaten und der Palästinensischen Befreiungsorganisation (PLO). Der Baath-Regierung Syriens unter Hafiz al-Assad misstraute er jedoch, da er ihr großsyrische Expansions- oder „Vasallisierungs“-Bestrebungen unterstellte, die dem Konzept eines demokratischen und unabhängigen Libanon entgegenständen. Nach 1968 unterstützte Dschumblat zunehmend die bewaffnete Präsenz der PLO im Libanon und brachte damit den Libanon in Konflikt mit Israel und sich selbst in Konflikt mit der von maronitischen Politikern dominierten christlichen Rechten (National-Liberale Partei von Camille Chamoun und Kata’ib von Pierre Gemayel und Suleiman Frangieh). 1969 schloss sich die PSP mit anderen überwiegend linken, säkularen und panarabischen Parteien zur Libanesischen Nationalbewegung zusammen, die das konfessionell basierte politische System des Libanon ablehnte, während die christlich-maronitischen Parteien daran festhielten.
Die Miliz der PSP wurde neben der Kata’ib (Phalange) von Gemayel und den PLO-Kräften zur wichtigsten paramilitärischen Gruppe im Libanon und war nach der Entfesselung des Bürgerkrieges 1975 sehr schnell die wichtigste Kraft im so genannten „muslimischen“ Lager des Krieges (obwohl der PSP bis 1975 auch viele linke libanesische Christen angehört hatten). Dschumblat, der zunächst ein Verbündeter Syriens gewesen war, geriet 1977 in Konflikt mit der Führung des Nachbarlandes, und fiel am 16. März 1977 einem Attentat zum Opfer. Nachfolger als Parteichef wurde sein Sohn Walid Dschumblat. Unter seiner Führung wurde die PSP von einer überkonfessionellen immer mehr zu einer Drusenpartei. Walid setzte anders als sein Vater auf gute Beziehungen zu Syrien, da er einsah, dass er gegen den Willen der dortigen Regierung im Libanon nichts erreichen könnte. Nach dem Abzug der Israelis aus dem von Drusen und Christen gemeinsam bewohnten Schuf-Gebirge Anfang der 1980er-Jahre kam es zu ethnischen Säuberungen und der Vertreibung von christlichen Familien aus der Gegend.

## Seit dem Bürgerkrieg

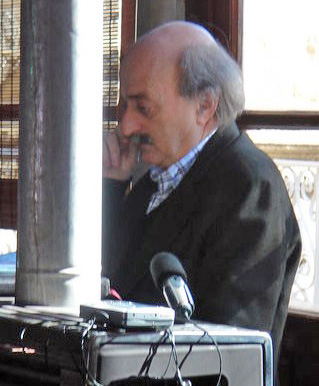
Walid Dschumblat (ca. 2006)

Nach dem Ende des Bürgerkrieges schrumpfte die Anhängerschaft der PSP auf einen Teil der drusischen Bevölkerungsgruppe zusammen. Walid Dschumblat und seine Partei blieben zunächst Verbündete Syriens und unterstützten die pro-syrische Führung des Libanon. Von 1984 bis 1989 war die PSP in der Regierung der nationalen Einheit unter Rashid Karami vertreten. In diesem Kabinett fungierte Walid Dschumblat als Minister für öffentliche Bauarbeiten. In derselben Zeit gründete er zahlreiche Unternehmen, die zum Teil mit öffentlichen Aufträgen betraut wurden, zum Beispiel die Benzinvertriebsgesellschaft CODIGO.
Ab dem Jahr 2000 wandte sich Dschumblat von Syrien ab und kritisierte – als erster nicht-christlicher Parteiführer – die fortgesetzte Präsenz syrischer Truppen und wurde aus Sicht der syrischen Regierung zur persona non grata. Speziell im Zusammenhang mit der so genannten Zedernrevolution geriet er wie der sunnitische Ministerpräsident Rafik Hariri immer mehr in Konflikt mit der „Schutzmacht“. Am 1. Oktober 2004 überlebte ein Abgeordneter der PSP, Marwan Hamadeh, ein präzise geplantes Bombenattentat. Dies war das erste einer Reihe von politischen Attentaten, denen zahlreiche anti-syrische Politiker zum Opfer fielen, der bekannteste darunter war der ehemalige Premierminister Hariri. Zuletzt wurde am 12. Dezember 2005 der Herausgeber von der Zeitung an-Nahar, Gebran Tueni, durch eine Autobombe getötet, ein Neffe des drusischen PSP-Abgeordneten Marwan Hamadeh.
Im Anschluss an die Zedernrevolution 2005 schloss sich die PSP der anti-syrischen Allianz des 14. März an, verließ sie aber 2009 wieder. Im Januar 2011 ging sie eine Koalition mit der pro-syrischen Allianz des 8. März ein und ermöglichte die Wahl Najib Mikatis zum Ministerpräsidenten. In seinem Kabinett war die PSP mit drei Ministern vertreten. In der seit Februar 2014 amtierenden Einheitsregierung von Tammam Salam, in der sowohl die Allianz des 8. März als auch die des 14. März vertreten ist, hat die PSP zwei Minister: Wael Abou Faour leitet das Gesundheitsressort, Akram Chehayeb das für Landwirtschaft.
In neuerer Zeit wird die PSP als eine Partei beschrieben, der es kaum noch um sozialistische Ideologie, sondern in erster Linie um die Partikularinteressen der Drusen und insbesondere der Dschumblats geht. Der Familie gehört ein bedeutendes Unternehmensgeflecht, das unter anderem im Bau- und Immobiliensektor, in der Öl- und Weinproduktion aktiv ist.